# جوين هيوز (لاعب كريكت)
جوين هيوز (بالإنجليزية: Gwyn Hughes)‏ (26 مارس 1941 في المملكة المتحدة - ) هو لاعب كريكت بريطاني. لعب مع نادي مقاطعة غلاموركن للكريكت ‏ ونادي جامعة كامبريدج للكريكيت ‏.

## وصلات خارجية
- جوين هيوز على موقع إي آس بي آن كريك إنفو (الإنجليزية)